# Kindamba (distrikt)
Kindamba är ett distrikt i Kongo-Brazzaville. Det ligger i departementet Pool, i den södra delen av landet, 100 km nordväst om huvudstaden Brazzaville.